# Cyklické sloučeniny
Cyklické sloučeniny jsou alicyklické uhlovodíky, areny a jejich deriváty, obecně jakékoliv organické sloučeniny s uzavřeným uhlíkovým řetězcem. Dělí se na alicyklické (nesplňují pravidla aromaticity) a aromatické sloučeniny (splňují pravidla aromaticity).

## Příklady

### Alicyklické uhlovodíky
- cyklobutan
- cyklopentan
- cyklohexan
- cyklopenten
- cyklopentadien

#### Deriváty
- cyklohexanon
- cykloheptanon
- metaloceny (deriváty cyklopentadienu)

### Aromatické uhlovodíky (areny)
- benzen
- toluen
- xylen
- ethylbenzen
- styren (vinylbenzen)

#### Deriváty
- fenol
- nitrobenzen
- chlorbenzen
- kyselina benzoová
- fenylethylamin